# Service de police de Toronto
Le service de police de Toronto (en anglais : Toronto Police Service) est l'agence de police municipale desservant la ville de Toronto (Ontario, Canada). Fondé en 1834, il a été le premier service de police municipale créé en Amérique du Nord et est l'un des plus anciens services de police du monde anglophone. Il s'agit du plus important service de police municipale du Canada et du troisième plus grand service de police au Canada après la Police provinciale de l'Ontario (OPP) et la Gendarmerie royale du Canada.
Avec un budget de plus de 1 milliard de dollars en 2022, il se classe deuxième derrière la Toronto Transit Commission dans les dépenses budgétaires du gouvernement de la ville de Toronto.

## Histoire

### XIXesiècle

#### Réformes de 1834 à 1859
Le service de police de Toronto a été fondé en 1834, lorsque la ville de Toronto a été créée pour la première fois à partir de la ville de York. Avant cela, les citoyens locaux valides étaient tenus de se présenter au service de nuit en tant que constables spéciaux pendant un nombre fixe de nuits par an sous peine d'amende ou d'emprisonnement, dans un système appelé "surveillance et garde".
La police de Toronto est l'un des plus anciens services de police municipaux modernes du monde anglophone ; il est plus ancien que, par exemple, le Chicago Police Department, qui a été formé en 1835, le New York City Police Department, formé en 1845, ou encore le Boston Police Department, formé en 1839. La Metropolitan Police du Grand Londres (1829) est généralement reconnue comme le premier service de police municipal moderne. En 1835, Toronto a embauché cinq constables à temps plein, soit environ un officier pour 1 850 citoyens. Leur salaire quotidien était fixé à 5 shillings pour le service de jour et à 7 shillings, 6 pence, pour le service de nuit. En 1837, le salaire annuel des gendarmes était fixé à 75 £ par an, une position lucrative dans la ville par rapport au salaire annuel du maire de 250 £ à l'époque.
De 1834 à 1859, la police de Toronto était une force corrompue et notoirement politique, ses agents étant fidèles aux échevins locaux qui nommaient personnellement des policiers dans leurs propres services pour la durée de leur mandat. Les gendarmes de Toronto ont à plusieurs reprises supprimé les réunions des candidats de l'opposition et pris parti au cours de violences entre des factions radicales de la ville, l'Ordre d'Orange (protestants irlandais) et catholiques irlandais. Un rapport du gouvernement provincial de 1841 décrivait la police de Toronto comme « de formidables moteurs d'oppression ». Bien que les agents de police aient reçu des uniformes en 1837, un contemporain a rappelé que la police de Toronto était sans uniformité, sauf sur un point - ils étaient uniformément négligés. À la suite d'un excès de violence urbaine impliquant des membres de la police de Toronto, y compris un épisode où des agents se sont bagarrés avec les pompiers de Toronto dans un incident, et se sont tenus de ne rien faire dans un autre incident tandis que des pompiers enragés ont incendié un cirque en visite lorsque ses clowns ont sauté une file d'attente dans une section locale, toute la police de Toronto et son chef sont licenciés en 1859.

#### 1859 à 1900

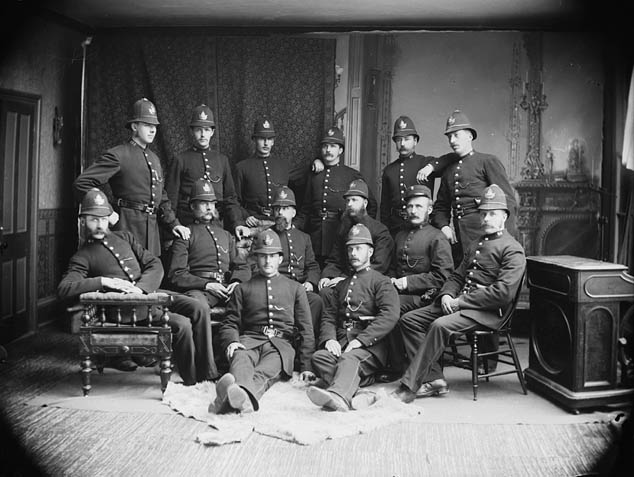
Policiers de Toronto vers 1883.

La nouvelle force a été retirée de la compétence du conseil municipal de Toronto (à l'exception de l'établissement du budget annuel et des niveaux de main-d'œuvre) et placée sous le contrôle d'un conseil des commissaires de police mandaté par la province. Sous la direction de son nouveau chef, William Stratton Prince, ancien capitaine d'infanterie, une formation standardisée, des pratiques d'embauche et de nouvelles règles strictes de discipline et de conduite professionnelle ont été introduites. Le service de police de Toronto actuel retrace directement son éthos, son lignage constitutionnel et sa structure de réglementation à la réforme de 1859.
Au XIXe siècle, la police de Toronto s'est principalement concentrée sur la répression de la rébellion dans la ville, en particulier pendant les menaces fenian de 1860 à 1870. La police de Toronto a probablement été la première agence de renseignement de sécurité au Canada lorsqu'elle a établi un réseau d'espions et d'informateurs à travers le Canada. Ouest en 1864 pour combattre les agents de recrutement de l'armée américaine qui tentaient d'inciter des soldats de l'armée britannique stationnés au Canada à déserter pour servir dans l'armée de l'Union pendant la guerre civile. Plus tard, les agents de la police de Toronto se sont tournés vers l'espionnage des activités des Fenians et ont déposé des rapports auprès du chef de police jusqu'à Buffalo, Détroit, Chicago et New York. Lorsqu'en décembre 1864, la police des frontières secrètes de Canada-Ouest fut établie sous la direction du magistrat stipendiaire Gilbert McMicken, certains des agents de la police de Toronto furent réaffectés à cette nouvelle agence.
En 1863, des policiers de Toronto ont également été utilisés comme « combattants indiens » lors de l'incident de l'île Manitoulin, lorsqu'une cinquantaine d'indigènes armés de couteaux ont forcé l'inspecteur des pêches William Gibbard et une opération de pêche à se retirer des terres tribales non cédées du lac Huron. Treize policiers armés de la police de Toronto, ainsi que des gendarmes de Barrie, ont été dépêchés sur l'île Manitoulin pour aider le gouvernement à reprendre les opérations de pêche, mais ont été repoussés lorsque les autochtones ont avancé maintenant armés de fusils. La police s'est retirée mais a ensuite été renforcée et a finalement arrêté l'ensemble du groupe, mais pas avant que William Gibbard ne soit tué par des inconnus.
À la veille des services sociaux publics, la force fonctionnait comme une méga-agence des services sociaux. Avant la création de la Toronto Humane Society en 1887 et de la Children's Aid Society en 1891, la police supervisait le bien-être des animaux et des enfants, y compris l'application des pensions alimentaires pour enfants. Ils géraient le service d'ambulance de la ville et faisaient office de conseil de santé. À l'époque, les postes de police avaient été conçus pour accueillir des sans-abri, car aucun autre organisme public de Toronto n'avait réglé ce problème. Peu avant la Grande Dépression, en 1925, la police de Toronto hébergeait 16 500 sans-abri.
La police de Toronto réglementait les activités au niveau de la rue : chauffeurs de taxi, vendeurs de rue, épiciers du coin, commerçants, chiffonniers, brocanteurs et blanchisseurs. En vertu des dispositions relatives à l'ordre public, la police de Toronto était responsable de l'octroi de licences et de la réglementation des salles de danse, des salles de billard, des théâtres et, plus tard, des cinémas. Il était chargé de censurer le contenu non seulement des représentations théâtrales et des films, mais de toute la littérature de la ville allant des livres et des magazines aux affiches et à la publicité.
La police de Toronto a également supprimé les mouvements ouvriers qui étaient perçus comme des menaces anarchistes. La mise en place de l'unité montée est directement liée à la grève de quatre mois du tramway de Toronto en 1886, lorsque les autorités firent appel au Governor General's Horse Guards (GGHG) pour aider à supprimer la grève.

### XXesiècle

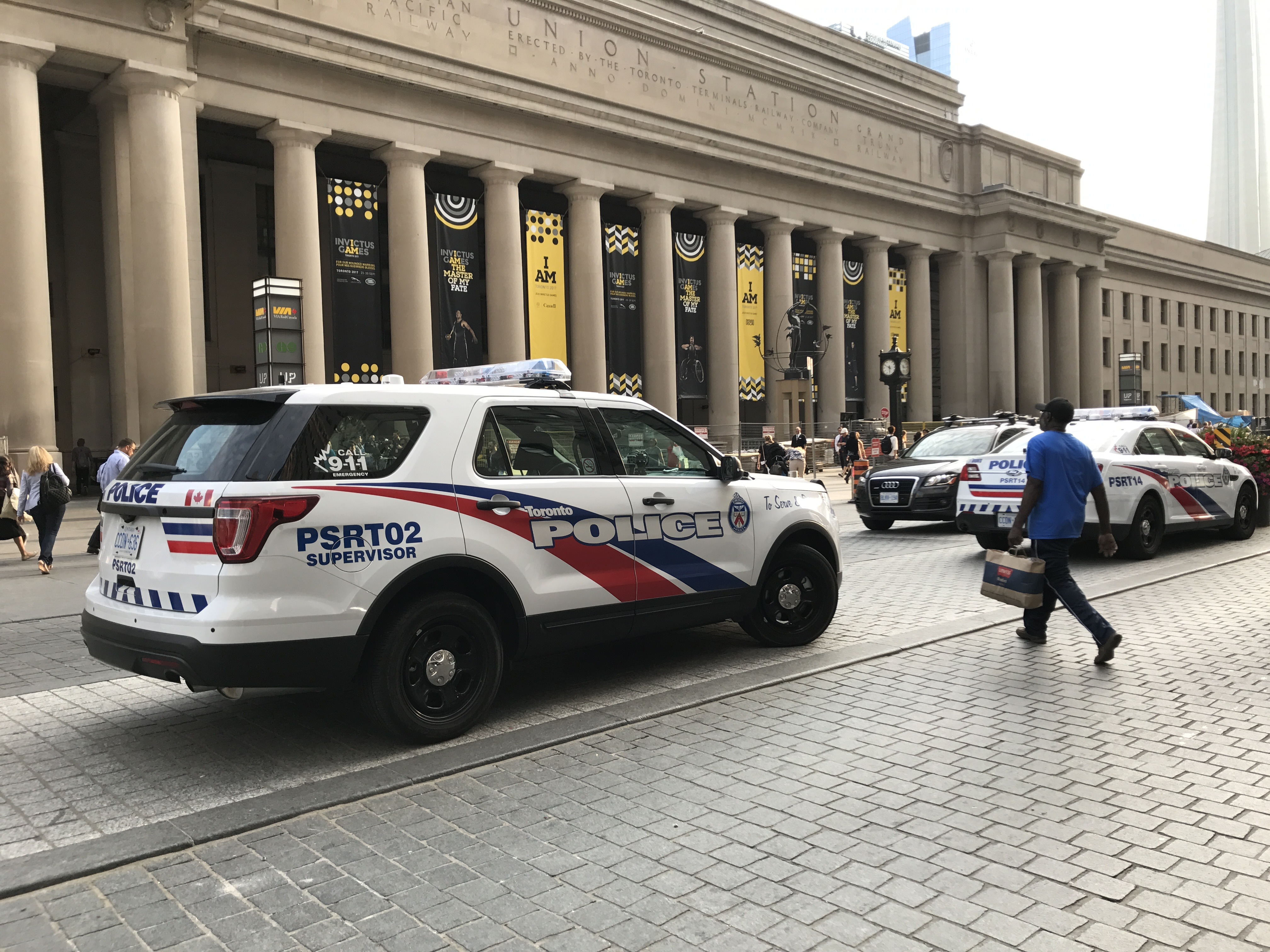
SUV Ford Explorer du service de police de Toronto.

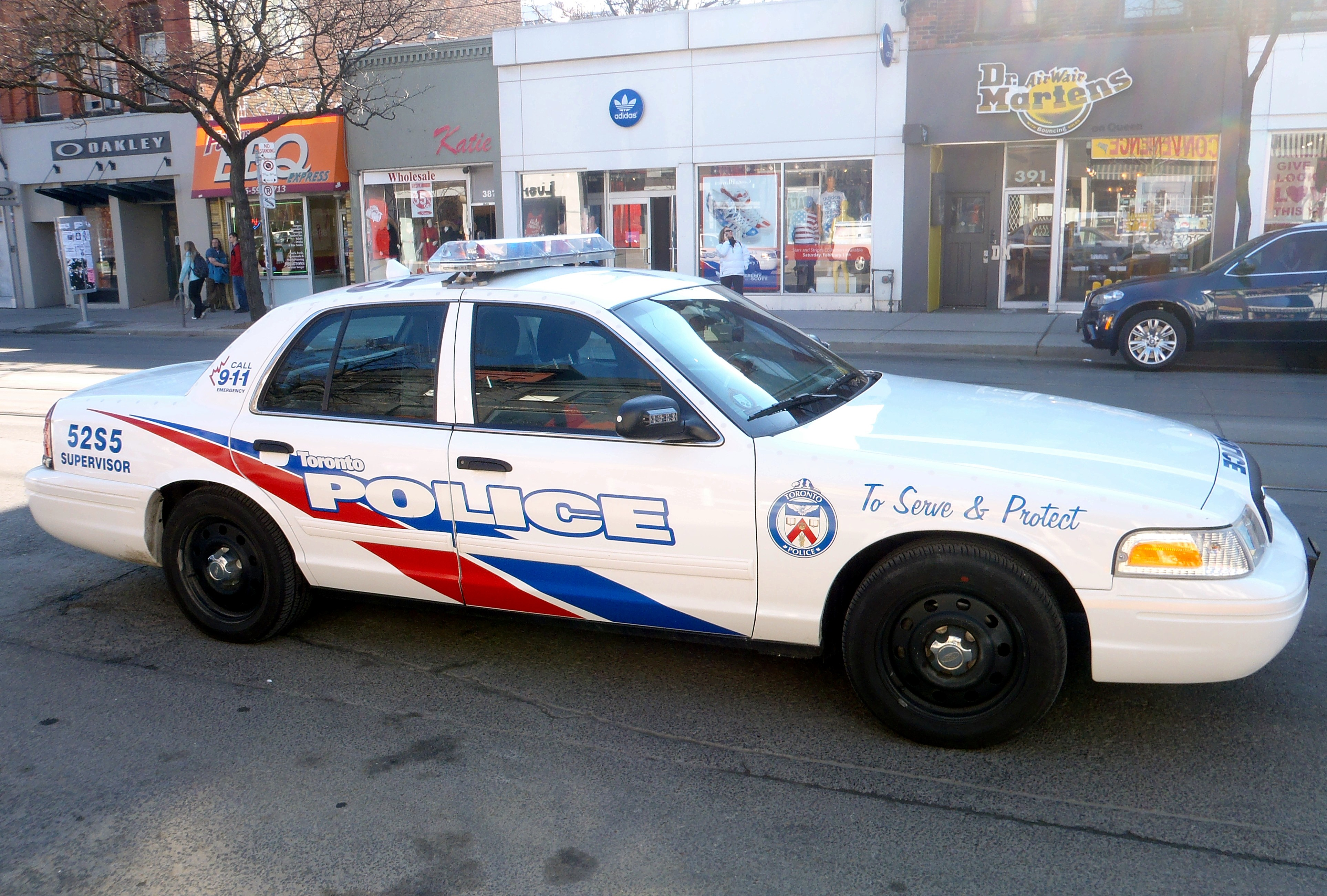
Ford Crown Victoria seconde génération du service de police de Toronto.

En ce qui concerne les enquêtes criminelles graves, la police de Toronto a souvent (mais pas toujours) passé des contrats avec des enquêteurs privés de la Pinkerton's Detective Agency jusqu'au XXe siècle, lorsqu'elle a développé sa propre capacité d'enquête et de renseignement internes.
Au cours des années 1930 et 1940, la police de Toronto dirigée par le gendarme en chef Dennis "Deny" Draper, un brigadier général à la retraite et ancien candidat conservateur, a repris ses fonctions d'agence pour réprimer la dissidence politique. Son fameux « Red Squad » a brutalement dispersé les manifestations des syndicats, des chômeurs et des sans-abri pendant la Grande Dépression des années 1930. Méfiante vis-à-vis des « étrangers », la police a fait pression sur la ville de Toronto pour adopter une loi interdisant les discours publics dans des langues autres que l'anglais, restreignant l'organisation syndicale parmi les vastes populations d'immigrants de Toronto travaillant dans les ateliers de misère.
Après plusieurs scandales, y compris un appel du chef Draper à faire "fusiller" les journalistes et son arrestation en état d'ivresse, la ville a nommé en 1948 l'inspecteur John Chisholm en tant que nouveau chef de police pour la première fois dans l'histoire du département. En 1955, le Metropolitan Toronto Board of Police Commissioners a été formé en vue de la fusion des 13 corps policiers de la région métropolitaine de Toronto en un corps de police unifié avec Chisholm comme chef de la nouvelle entité. Malheureusement, Chisholm n'était pas à la hauteur de la politique du bureau du chef, surtout en affrontant Fred "Big Daddy" Gardiner, qui a conçu presque à lui seul la formation du Toronto métropolitain dans les années 1950.
Avec la fusion, la force a augmenté en taille et en complexité, et Chisholm s'est retrouvé incapable de gérer l'immense agence et sa politique byzantine. En 1958, après un certain nombre de conflits avec Gardiner et les membres du Metropolitan Toronto Board of Police Commissioners, le chef Chisholm s'est rendu à High Park dans l'ouest de la ville, a garé sa voiture et s'est suicidé avec son revolver de service. Ancien surintendant d'état-major,Jack Webster, est l'un des policiers arrivés sur les lieux de la mort du chef ; à sa retraite dans les années 1990, il devient l'historien du corps de police au Toronto Museum, et écrit: "Le suicide est un partenaire constant dans chaque voiture de police."
En 1960, Lawrence "Larry" McLarty est devenu le premier officier noir de la force et a ouvert la voie à l'embauche de minorités dans les services de police.
En 2019, un jeune réfugié du Burundi devient policier à Toronto . 

## Structure

### Organisation du service
- Chef de la police
- Chef de police adjoint
- Surintendant du personnel
- Surintendant ou inspecteur d'état-major (commandant d'unité de division)
- Inspecteur (commandant divisionnaire d'unité divisionnaire)
- Sergent d'état-major (chef de section)
- Sergent (superviseur)
- Gendarme

### Financement
En tant qu'agence de la ville de Toronto, le niveau de financement annuel du Service de police de Toronto est établi par le conseil municipal de Toronto. Le financement brut pour l'année 2020 a été de 1,2 milliard de dollars,. Ses agents sont parmi les mieux payés au Canada. La plus grande partie du financement du Service vient des impôts fonciers (environ 88,2%). La plus grande dépense est les salaires et avantages sociaux (environ 84,8%). Après une vague de manifestations contre le racisme systémique au sein des services de police en 2020, le budget n'a pas été augmenté pour l'année 2021.

### Opérations

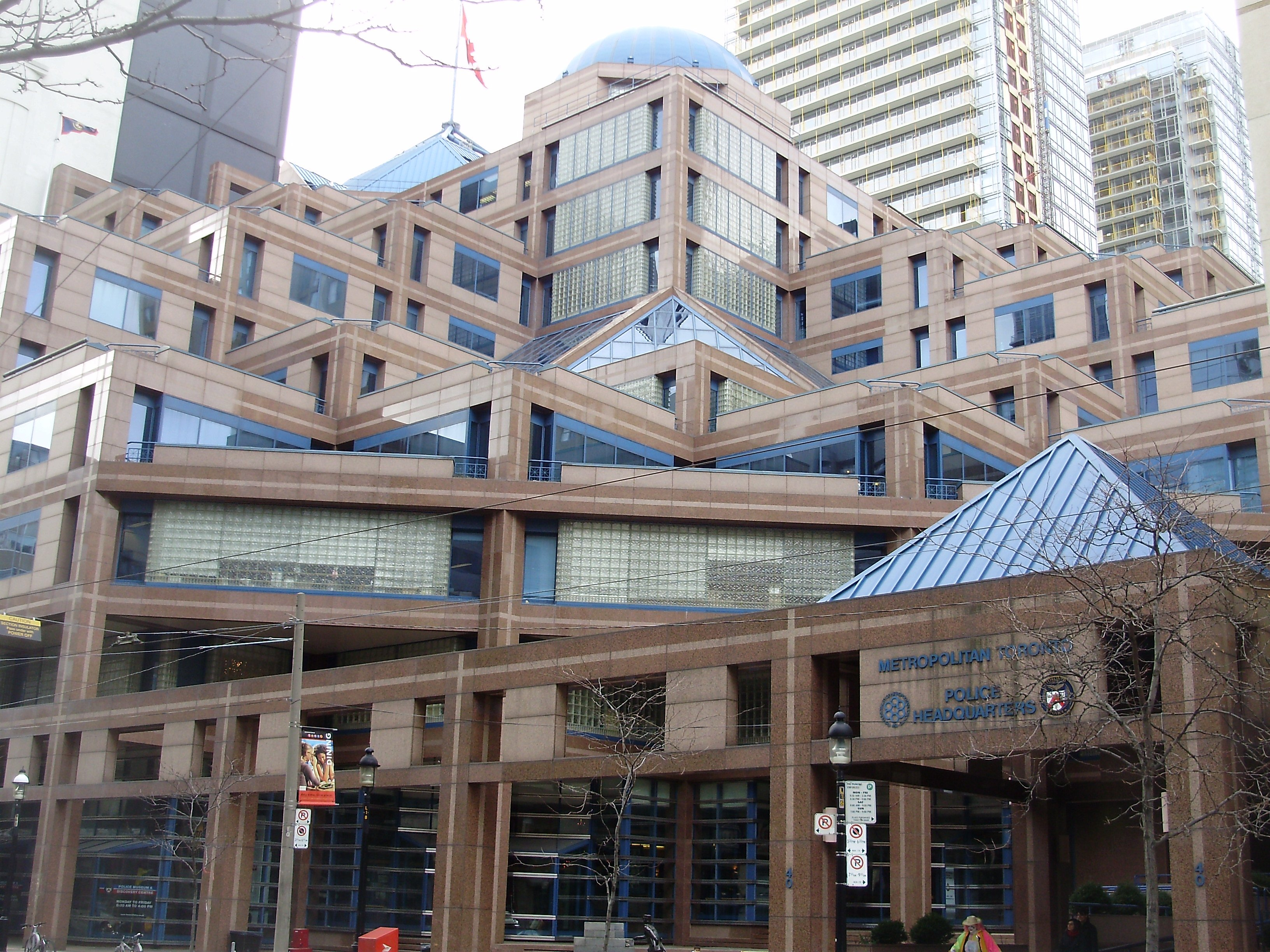
Quartier Général de la Police de Toronto.

Le quartier général de la police de Toronto est situé au 40, rue College, près de la rue Bay, dans le centre-ville. L'ancien siège de Jarvis Street a été transformé en musée (qui a ensuite été relocalisé au siège actuel). Le site actuel abritait autrefois le YMCA de Toronto. Le panneau actuel au-dessus de l'entrée principale indique toujours « Quartier général de la police de la région métropolitaine de Toronto » et affiche l'emblème de la région métropolitaine de Toronto. Depuis 2007, l'enseigne affiche également l'emblème actuel du service de police de Toronto.
Le service de police de Toronto compte environ 4 900 agents en uniforme, 2,400 employés civils et 150 constables spéciaux.
Le service de police de Toronto est divisé en deux zones d'intervention et 17 divisions (postes de police ou circonscriptions).
Le chef actuel du service de police de Toronto est James Ramer, qui a été nommé au poste à titre intérimaire à la suite de départ de Mark Saunders en juillet 2020.

### Commandement central sur le terrain

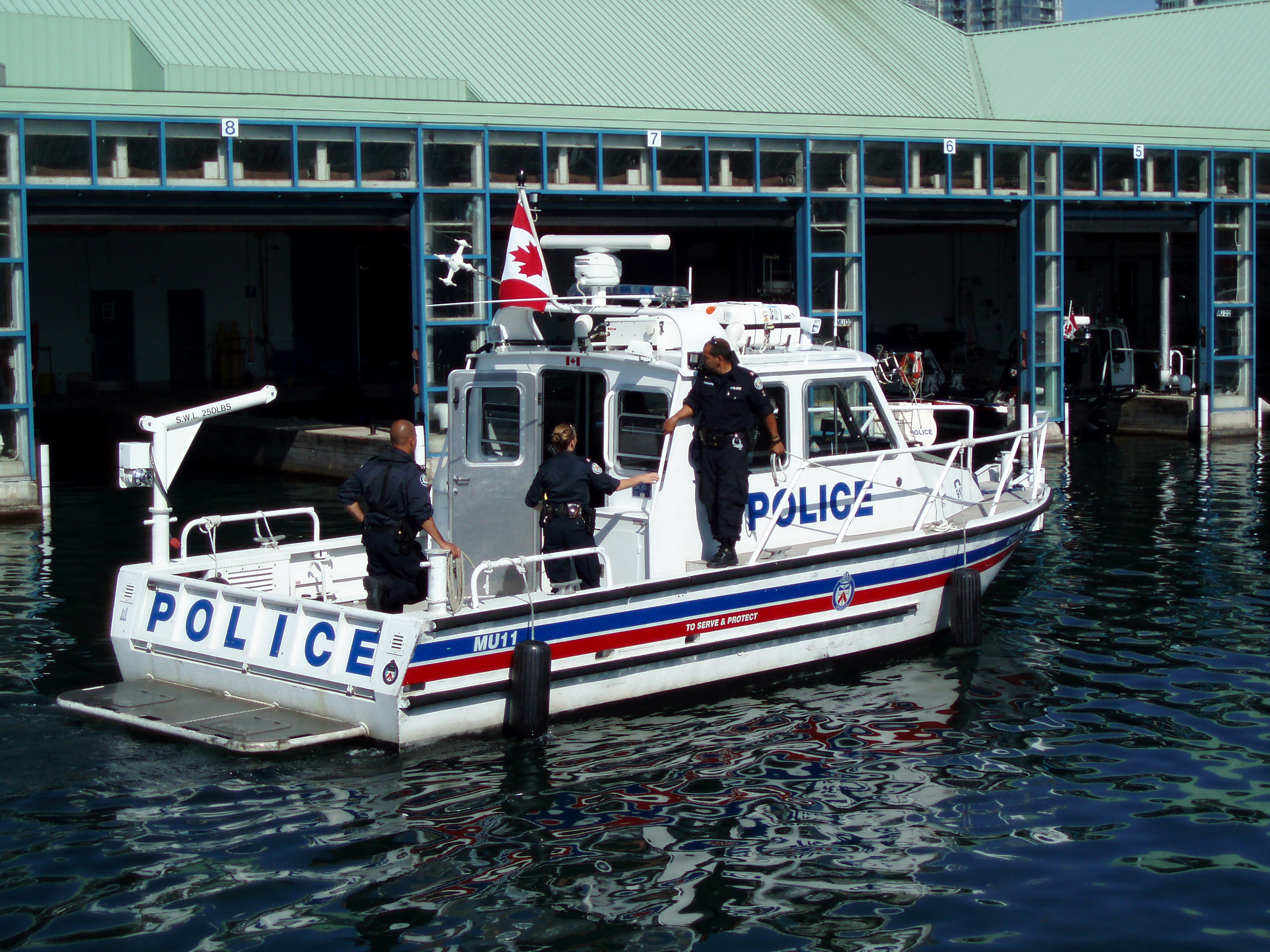
Unité maritime.

Comprend la ville d'origine de Toronto, les anciennes villes de York et East York et certaines parties sud de l'ancienne ville de North York.
1. 11 Division, 2054 chemin Davenport
2. 12 Division, 200 Trethewey Dr.
3. 13 Division, 1435 Eglinton Ave. W
4. 14 Division, 350 chemin Dovercourt (La sous-station 14 est située à Exhibition Place)
5. 51 division, 51 rue Parliament
6. 52 division, 255 rue Dundas Ouest
7. 53 Division, 75 Eglinton Ave. W.
8. 54 Division, 41 Cranfield Rd.
9. 55 Division, 101 Coxwell Ave.

### Commandement de zone

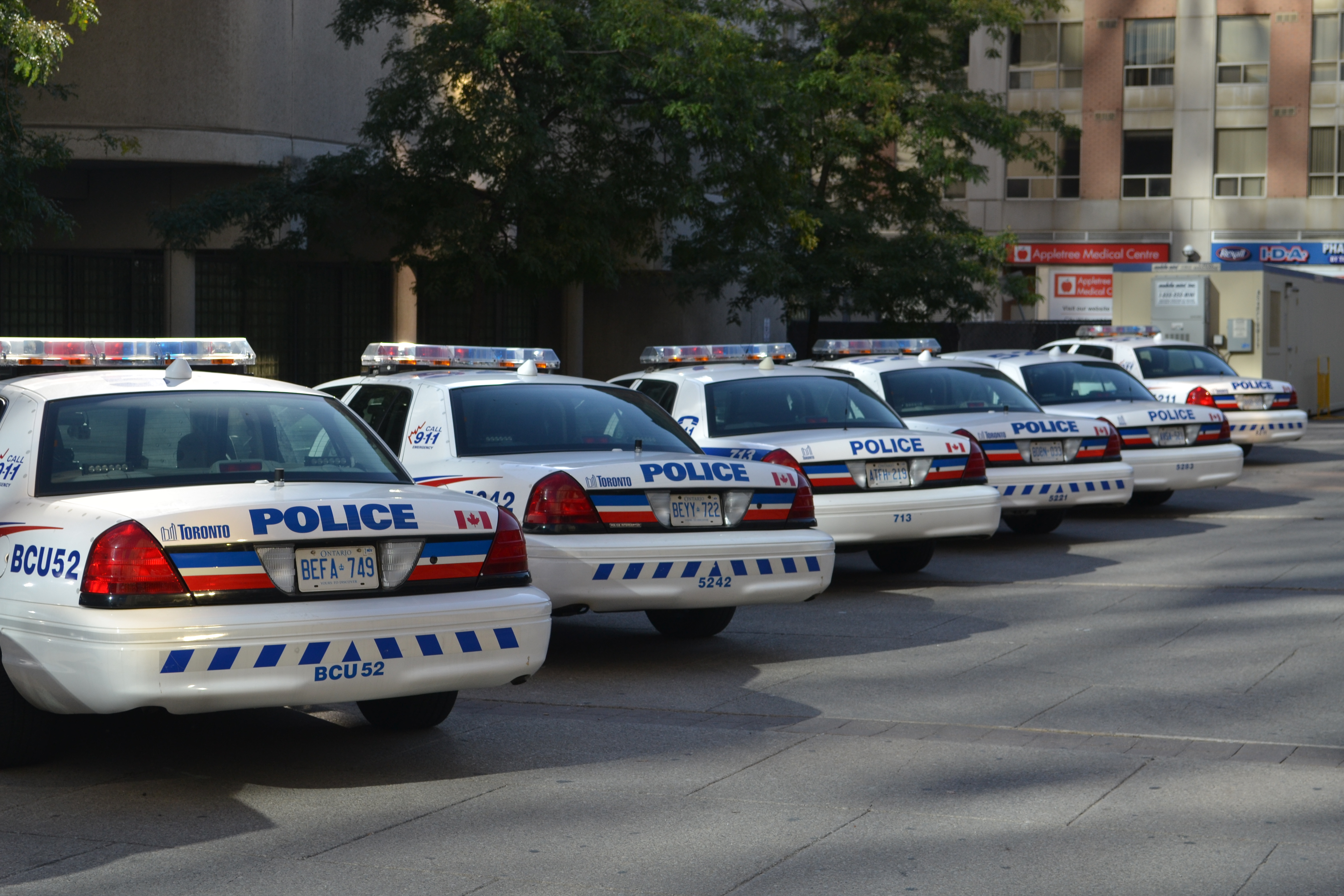
Véhicules de police sur le parking d'un commissariat de la ville de Toronto.

Il comprend la ville d'origine de Toronto, les anciennes villes de York et East York et certaines parties sud de l'ancienne ville de North York.
1. 11 Division, 2054, chemin Davenport
2. 12 Division, 200 Trethewey Dr.
3. 13 Division, 1435 Eglinton Ave. W
4. 14 Division, 350 chemin Dovercourt (La sous-station 14 est située à Exhibition Place)
5. 51 division, 51 rue Parliament
6. 52 division, 255 rue Dundas Ouest
7. 53 Division, 75 Eglinton Ave. W.
8. 54 Division, 41 Cranfield Rd.
9. 55 Division, 101 Coxwell Ave.

### Équipements
- Glock 22: Grand cadre .40 S&W avec des balles à pointe creuse avec enveloppe de 180 gr - Officiers en uniforme réguliers
- Glock 27: Cadre sous-compact .40 S & W — Détectives
- Glock 17: Grand cadre 9 × 19 mm - Groupe de travail d'urgence
- Glock 19: Cadre compact 9 × 19 mm - Groupe de travail d'urgence
- Spray au poivre (OC spray): Officiers en uniforme réguliers

Les armes utilisées par le Groupe de travail d'urgence comprennent :
- Mitrailleuse MP5A3 9 mm
- Fusil de sniper à verrou Remington 700
- Fusil Remington 870 (peut être délivré aux officiers en uniforme réguliers)
- Fusil de chasse Mossberg 500 (peut être délivré aux officiers en uniforme réguliers)
- Carabine DiemacoC8 (peut être délivrée aux officiers en uniforme réguliers)
- Taser International M18 taser
- Taser International X26 taser
- Spray au poivre (spray OC)
- Gaz lacrymogène (gaz CS)
- Balles en caoutchouc ou ronds de sac de fèves avec ARWEN 37

Pistolet anti-émeute ARWEN 37 de 37 mm (et des matraques en plastique AR-1, peuvent également être disponibles pour les agents de contrôle des foules / anti-émeute)
Fusils de chasse moins meurtriers (probablement un 870 modifié): tire des tours de sac de fèves de type chaussette et identifiés par le bout orange vif et les sections de la poignée de l'avant-bras coulissant
Dispositif acoustique à longue portée: trois (un pour l'unité maritime, deux pour l'unité de sécurité publique).

## Dans la culture populaire
Les policiers municipaux de Toronto sont présents dans les séries télévisées suivantes :
- Blue Murder
- Les Enquêtes de Murdoch : William Murdoch est détective à Toronto à la fin du XIXe siècle
- Flashpoint : la SRU est inspirée du groupe tactique du SPT
- The Listener
- Rookie Blue : La série suit cinq recrues du commissariat de la 15e division de la ville de Toronto.